# Flughafen Lakselv

i7
i11
i13
Der Flughafen Lakselv, Banak (norw. Lakselv Lufthavn, Banak, IATA-Code: LKL, ICAO-Code: ENNA) ist ein zivil und militärisch genutzter Flughafen in Nord-Norwegen. Die norwegischen Luftstreitkräfte Luftforsvaret bezeichnen ihre nördlichste Basis als Stasjonsgruppe Banak und nutzten ihn als Stützpunkt von Rettungshubschraubern. Er liegt auf dem Gebiet der Kommune Porsanger bei Lakselv in der Provinz Finnmark zirka 100 km Luftlinie südlich des Nordkaps (160 Straßenkilometer).

## Geschichte
Als Reaktion auf die sowjetische Aufrüstung der Kola-Halbinsel in den 1930er Jahren wurde im Jahr 1938 ein Militärflugplatz für die Norwegischen Streitkräfte erbaut. 
Nach der Besetzung Norwegens durch die deutsche Wehrmacht nutzte die Luftwaffe den Flugplatz. Nach weiterem Ausbau zu einem Fliegerhorst griffen von hier aus Bomberverbände die Sowjetunion an und führten ab 1942 Angriffe auf alliierte Nordmeergeleitzüge durch. Mit am längsten wurde Banak, mit zwei Unterbrechungen zwischen Herbst 1940 und Frühjahr 1942 sowie im folgenden Winter, zwischen Juni 1940 und Oktober 1944 von der Wettererkundungsstaffel 5 bzw. ab September 1943 von der Wettererkundungsstaffel 6 (Wekusta 5 bzw. 6) genutzt. Die vorwiegend genutzten Flugzeugtypen waren die Junkers Ju 88 und die Heinkel He 111. Von Mai 1942 bis September 1943 hatte hier auch noch die 1. Staffel der Aufklärungsgruppe 22 (1.(F)/22) gelegen. An Kampfverbänden war im Mai 1941 die 10. Staffel des Lehrgeschwaders 1 und dann das Kampfgeschwader 30 (KG 30), mit der II. Gruppe (II./KG 30) von Juni bis August 1941 und von April bis September 1942 hier stationiert. Die I./KG 30 lag im Zeitraum August bis September 1941 und April 1942 bis Juli 1943 hier. Von August bis November 1942 kam noch die III./KG 26 mit ihren Heinkel He 111 Torpedoflugzeugen dazu. Kurzzeitig, im Oktober/November 1942, sollte die I./KG 60 von hier aus intervenieren wurde aber letztlich wieder abgezogen. Im Oktober 1944 kamen mit der II./KG 26 nochmals Torpedobomber auf den Platz, bevor im Mai 1945 die deutsche Nutzung endete.
Der Stützpunkt wurde danach zunächst von der Luftvorsvaret übernommen, aber schon 1952 wieder aufgegeben. 
Erste Überlegungen zu einer Wiedereröffnung wurden 1955 angestellt, die Finanzierung konnte jedoch zunächst nicht gelöst werden. Am 4. Mai 1963 schließlich konnte der Flughafen in Banak mit Budgets der NATO als sowohl zivil als auch militärisch genutzter Flughafen wiedereröffnet werden. SAS steuerte von hier andere Flugplätze in der Finnmark sowie Tromsø und Oslo an.
Die Start- und Landebahn sowie die übrige Infrastruktur wurden bereits 1968 erweitert. Um die Sowjetunion nicht zu provozieren, erlaubte Norwegen keine Nutzung des relativ grenznahen Banaks durch alliierte Militärflugzeuge und nutzte die Station seit Beginn der 1970er Jahre als vorgeschobene Basis eigener Kampfflugzeuge. Daneben ist die Militärbasis seit 1973 Stützpunkt von Sea King Mk.43 SAR-Hubschraubern, die 1974 ihren ersten Großeinsatz am 7. April 1974 flogen.
SAS Commuter übernahm die Routen von Banak ab 1990, die Direktflüge in die Hauptstadt wurden jedoch eingestellt. Daneben kommt es seit dieser Zeit zu gelegentlichen Charterflügen. In den Jahren 1992/1993 wurde die Start- und Landebahn auf ihren heutigen Umfang ausgebaut.
Das Militär reduzierte seine Präsenz 1998 von einer selbständigen Flugstation zu einer der Hauptflugstation Bodø unterstellten Stationsgruppe. Im Jahr 2002 schließlich übernahm Widerøe die SAS-Flugverbindungen.

## Militärische Nutzung
Die zirka 50 Mann starke Stationsgruppe Banak unterstand bis 2021 administrativ dem 132. Geschwader auf der Hauptflugstation Bodø. Die Gruppe betreut unter anderem eine Außenstelle der 330. Skvadron, die von 1973 bis 2022 mit Sea King Mk.43 Rettungshubschraubern ausgerüstet war. Sie wurde 2021 dem Redningshelikoptertjenesten unterstellt und rüstete im Frühjahr 2022 auf die AgustaWestland AW101 um. Darüber hinaus starten die weiter südlich stationierten Kampfflugzeuge von hier zu Trainingsflügen über dem Halkkavarre Schießplatz.

## Zivile Nutzung
Widerøe ist der zivile Hauptnutzer mit täglichen Flugverbindungen nach Alta und Tromsø mit De Havilland DHC-8. Im Jahr 2011 wurden gut 63.000 Passagiere abgefertigt.